# Прая (аеропорт)
Міжнародний аеропорт «Прая» імені Нельсона Мандели (IATA: RAI, ICAO: GVNP), також відомий як Міжнародний аеропорт Прайя, це головний міжнародний аеропорт острова Сантьягу в країні-архіпелазі Кабо-Верде. Він був відкритий у жовтні 2005 року, замінивши старий міжнародний аеропорт імені Франсішку Мендеша. Він розташований приблизно в 3 км на північний схід від центру столиці Кабо-Верде — Прая в південно-східній частині острова Сантьягу.